# This Night
「This Night」(ディス・ナイト)は、CHEMISTRYの21枚目のシングル。2007年8月1日発売。発売元はデフスターレコーズ。

## 解説
「空の奇跡」に続く、2007年2枚目のシングル。
「Wings of Words」以来2年ぶりとなるアニメタイアップ。「地球へ…」第2期エンディング曲として7月からオンエア。
初回盤は「地球へ…」ワイド・キャップ・ステッカーとキャラクター・カード封入。ジャケットもCHEMISTRY二人の目線が異なるなど通常盤と異なる。収録曲は同一。
「This Night」は初の女性目線による失恋を歌った曲。作詞・作曲は谷口尚久。ミュージック・ビデオでは女性の心情を歌いながら、女性を泣かせる男性も演じる。堂珍はこの撮影に臨んで数日間の演技指導を受け、川畑は肉体改造に挑んだ。MVで共演したモデルの高橋美紀と川畑は2008年3月6日に結婚した（その後、2013年に離婚）。
「約束の場所」以降続けていたポップス路線を一旦終え、CHEMISTRY二人が28歳になることもあり「大人の魅力」を出していきたいこと、デビュー当初のコンセプト「R&Bテイストデュオ」の再提示を試みた結果、本作作が生まれた。楽曲自体は前作「空の奇跡」が発売された時点で既に完成。それを試聴した「地球へ…」スタッフの意向により、一切変更なしに用いられることになった。

## カップリング曲
カップリングは川畑初の作詞・作曲を手がけたシリアス・ナンバー「ai no wa」収録。精神的ダメージを抱え、苦しむ人たちへのメッセージ・ソング。楽曲コンペの際、川畑が持込んだデモ音源が評判が良かったため収録されるに至った。川畑ソロ名義「BUGSY（バグジー）」ではなく「川畑要」での楽曲提供は「CHEMISTRY」の二人で歌うべき楽曲を目指し作られたものであるからと述べている。仮題は「愛の輪」。

## 収録曲

### CD
1. This Night
作詞・作曲：谷口尚久／編曲：Tomokazu"T.O.M"Matsuzawa
MBS・TBS系列全国ネットアニメ『地球へ…』エンディングテーマ
2. ai no wa
作詞・作曲：川畑要／編曲：塩川満己
3. This Night（Less Vocal）
4. ai no wa（Less Vocal）